# لیگ قهرمانان آسیا ۲ (۲۶–۲۰۲۵)
لیگ ۲ قهرمانان آسیا  ۲۶–۲۰۲۵ بیست و دومین دوره از مسابقات فوتبال باشگاهی سطح دوم آسیا است که توسط کنفدراسیون فوتبال آسیا (ای‌اف‌سی) برگزار می‌شود.

## سهمیه کشورها
فدراسیون‌ها با توجه به رتبه‌بندی مسابقات باشگاهی خود که پس از تکمیل مسابقات ۲۰۲۲ منتشر شد، جایگاه‌هایی را به خود اختصاص می‌دهند.
| شرکت در لیگ قهرمانان آسیا ۲ ۲۶–۲۰۲۵ | شرکت در لیگ قهرمانان آسیا ۲ ۲۶–۲۰۲۵ |
| ----------------------------------- | ----------------------------------- |
|                                     | شرکت می‌کند                          |
|                                     | شرکت نمی‌کند                         |

| رتبه  | رتبه   | انجمن                                          | امتیاز                  | سهمیه       | سهمیه  |
| رتبه  | رتبه   | انجمن                                          | امتیاز                  | مرحله گروهی | پلی آف |
| منطقه | ای‌اف‌سی | انجمن                                          | امتیاز                  | مرحله گروهی | پلی آف |
| ----- | ------ | ---------------------------------------------- | ----------------------- | ----------- | ------ |
| —     | —      | بازندگان مرحله مقدماتی لیگ نخبگان آسیا ۲۶–۲۰۲۵ | —                       | ۱           | ۰      |
| ۱     | ۱      | عربستان سعودی                                  | ۱۰۳.۱۴۸                 | ۱           | ۰      |
| ۲     | ۴      | امارات متحدهٔ عربی                              | ۷۴.۸۷۳                  | ۱           | ۰      |
| ۳     | ۵      | قطر                                            | ۷۰.۳۳۰                  | ۱           | ۰      |
| ۴     | ۶      | ایران                                          | ۶۸.۶۴۰                  | ۱           | ۰      |
| ۵     | ۹      | ازبکستان                                       | ۴۷.۲۵۹                  | ۱           | ۰      |
| ۶     | ۱۰     | عراق                                           | ۳۷.۱۱۸                  | ۱           | ۰      |
| ۷     | ۱۳     | اردن                                           | ۳۰.۴۰۳                  | ۲           | ۰      |
| ۸     | ۱۶     | بحرین                                          | ۲۳.۳۶۸                  | ۲           | ۰      |
| ۹     | ۱۷     | هند                                            | ۲۲.۸۰۶                  | ۱           | ۱      |
| ۱۰    | ۱۸     | تاجیکستان                                      | ۲۲.۴۹۳                  | ۱           | ۱      |
| ۱۱    | ۱۹     | ترکمنستان                                      | ۲۰.۲۱۷                  | (+۱ ACGL) ۰ | ۱      |
| ۱۲    | ۲۰     | عمان                                           | ۲۰.۰۴۸                  | ۰           | ۱      |
| مجموع | مجموع  | انجمن‌های شرکت کننده: ۱۲                        | انجمن‌های شرکت کننده: ۱۲ | ۱۴          | ۴      |
| مجموع | مجموع  | انجمن‌های شرکت کننده: ۱۲                        | انجمن‌های شرکت کننده: ۱۲ | ۱۸          |        |

| رتبه  | رتبه   | انجمن                                          | امتیاز                  | سهمیه       | سهمیه  | سهمیه |
| رتبه  | رتبه   | انجمن                                          | امتیاز                  | مرحله گروهی | پلی آف |       |
| منطقه | ای‌اف‌سی | انجمن                                          | امتیاز                  | مرحله گروهی | پلی آف |       |
| ----- | ------ | ---------------------------------------------- | ----------------------- | ----------- | ------ | ----- |
| —     | —      | بازندگان مرحله مقدماتی لیگ نخبگان آسیا ۲۶–۲۰۲۵ | —                       | ۱           | ۰      |       |
| ۱     | ۲      | ژاپن                                           | ۹۶.۹۹۹                  | ۱           | ۰      |       |
| ۲     | ۳      | کرهٔ جنوبی                                      | ۹۳.۶۰۰                  | ۱           | ۰      |       |
| ۳     | ۷      | چین                                            | ۵۷.۷۶۴                  | ۱           | ۰      |       |
| ۴     | ۸      | تایلند                                         | ۴۹.۵۴۶                  | ۲           | ۰      |       |
| ۵     | ۱۱     | استرالیا                                       | ۳۴.۷۰۳                  | ۱           | ۰      |       |
| ۶     | ۱۲     | مالزی                                          | ۳۱.۳۳۱                  | ۱           | ۰      |       |
| ۷     | ۱۴     | ویتنام                                         | ۲۸.۶۵۷                  | ۲           | ۰      |       |
| ۸     | ۱۵     | هنگ کنگ                                        | ۲۶.۸۸۸                  | ۲           | ۰      |       |
| ۹     | ۲۳     | سنگاپور                                        | ۱۷.۳۵۰                  | ۲           | ۰      |       |
| ۱۰    | ۲۵     | فیلیپین                                        | ۱۶.۲۳۰                  | ۱           | ۱      |       |
| ۱۱    | ۲۸     | اندونزی                                        | ۱۴.۸۱۶                  | ۰           | ۱      |       |
| ۱۲    | ۲۹     | کرهٔ شمالی                                      | ۱۳.۹۲۳                  | ۰           | ۰      |       |
| مجموع | مجموع  | انجمن‌های شرکت کننده: ۱۱                        | انجمن‌های شرکت کننده: ۱۱ | ۱۵          | ۲      |       |
| مجموع | مجموع  | انجمن‌های شرکت کننده: ۱۱                        | انجمن‌های شرکت کننده: ۱۱ | ۱۷          |        |       |

## تیم‌ها
| تیم            | نحوه صعود                                                     | حضور. (آخرین بار) |
| -------------- | ------------------------------------------------------------- | ----------------- |
| سپاهان         | بازنده مرحله مقدماتی لیگ نخبگان آسیا ۲۶–۲۰۲۵                  | دومین بار         |
| النصر          | تیم سوم لیگ حرفه‌ای فوتبال عربستان ۲۵–۲۰۲۴                     | نخستین بار        |
| الاهلی         | تیم چهارم لیگ ستارگان قطر ۲۵–۲۰۲۴                             | نخستین بار        |
| استقلال        | قهرمان جام حذفی فوتبال ایران ۰۴–۱۴۰۳                          | نخستین بار        |
| الوصل          | تیم چهارم لیگ برتر فوتبال امارات ۲۵–۲۰۲۴                      | نخستین بار        |
| اندیجان        | قهرمان جام ازبکستان ۲۰۲۴                                      | نخستین بار        |
| الزورا         | قهرمان لیگ ستارگان عراق ۲۵–۲۰۲۴                               | ششمین             |
| الحسین         | قهرمان لیگ برتر اردن ۲۵–۲۰۲۴                                  | سومین             |
| الوحدات        | قهرمان جام حذفی اردن ۲۵–۲۰۲۴                                  | چهاردهمین         |
| استقلال دوشنبه | قهرمان لیگ عالی تاجیکستان ۲۰۲۴                                | هشتمین            |
| موهون باگان    | قهرمان سوپر لیگ هند ۲۵–۲۰۲۴                                   | هشتمین            |
| الخالدیه       | قهرمان جام پادشاهی بحرین ۲۵–۲۰۲۴                              | سومین             |
| المحرق         | قهرمان لیگ برتر فوتبال بحرین ۲۵–۲۰۲۴                          | دهمین             |
| آرقه‌داغ        | قهرمان چلنج لیگ آسیا ۲۵–۲۰۲۴ و قهرمان لیگ عالی ترکمنستان ۲۰۲۴ | نخستین بار        |

| تیم       | نحوه صعود                             | حضور. (آخرین بار) |
| --------- | ------------------------------------- | ----------------- |
| گوآ       | قهرمان سوپر کاپ ۲۰۲۵                  | نخستین بار        |
| ریگر-تداز | قهرمان جام حذفی فوتبال تاجیکستان ۲۰۲۴ | دومین             |
| السیب     | قهرمان لیگ حرفه‌ای فوتبال عمان ۲۵–۲۰۲۴ | دومین             |
| آخال      | نایب قهرمان لیگ عالی ترکمنستان ۲۰۲۴   | ششمین             |

| تیم                | نحوه صعود                                    | حضور. (آخرین بار) |
| ------------------ | -------------------------------------------- | ----------------- |
| بانکوک یونایتد     | بازنده مرحله مقدماتی لیگ نخبگان آسیا ۲۶–۲۰۲۵ | دومین بار         |
| گامبا اوساکا       | تیم چهارم جی‌لیگ ۲۰۲۴                         | نخستین بار        |
| پوهانگ استیلرز     | قهرمان اف ای کاپ کره جنوبی ۲۰۲۴              | نخستین بار        |
| بیجینگ گوان        | تیم چهارم سوپر لیگ فوتبال چین ۲۰۲۴           | نخستین بار        |
| بی‌جی پاتوم یونایتد | تیم سوم لیگ برتر فوتبال تایلند ۲۵–۲۰۲۴       | نخستین            |
| راتچابوری          | تیم چهارم لیگ برتر فوتبال تایلند ۲۵–۲۰۲۴     | نخستین            |
| مکارثر             | قهرمان جام حذفی فوتبال استرالیا ۲۰۲۴         | دومین             |
| سلانگور            | نایب قهرمان سوپر لیگ مالزی ۲۵–۲۰۲۴           | هفتمین            |
| تپ سان نام دین     | قهرمان لیگ دسته اول فوتبال ویتنام ۲۵–۲۰۲۴    | دومین             |
| کونگ آن هانوی      | قهرمان جام حذفی فوتبال ویتنام ۲۵–۲۰۲۴        | نخستین            |
| تای‌پو              | قهرمان لیگ برتر فوتبال هنگ کنگ ۲۵–۲۰۲۴       | سومین             |
| ایسترن             | قهرمان جام حذفی فوتبال هنگ کنگ ۲۵–۲۰۲۴       | چهارمین           |
| کایا ایلویلو       | قهرمان لیگ فوتبال فیلیپین ۲۵–۲۰۲۴            | ششمین             |
| لیون سیتی سیلورز   | قهرمان لیگ برتر سنگاپور ۲۵–۲۰۲۴              | دوازدهمین         |
| تامپینس روورز      | نایب قهرمان لیگ برتر سنگاپور ۲۵–۲۰۲۴         | شانزدهمین         |

| تیم           | نحوه صعود                              | حضور. (آخرین بار) |
| ------------- | -------------------------------------- | ----------------- |
| پرسیب باندونگ | قهرمان لیگ ۱ اندونزی ۲۵–۲۰۲۴           | سومین             |
| مانیلا دیگر   | نایب قهرمان لیگ فوتبال فیلیپین ۲۵–۲۰۲۴ | نخستین بار        |

## برنامه مسابقات
برنامه مسابقات به شرح زیر است.
تمام بازی‌ها در روزهای سه‌شنبه، چهارشنبه و پنج‌شنبه برگزار خواهند شد، به‌جز فینال که در روز یک‌شنبه برگزار می‌شود.
| مرحله         | دور                   | تاریخ قرعه‌کشی   | منطقه غرب                 | منطقه شرق                |
| ------------- | --------------------- | --------------- | ------------------------- | ------------------------ |
| مرحله مقدماتی | دور اول مرحله مقدماتی | بدون قرعه کشی   | ۱۳ اوت ۲۰۲۵               | ۱۳ اوت ۲۰۲۵              |
| مرحله گروهی   | هفته ۱                | ۱۵ اوت ۲۰۲۵     | ۱۶-۱۷ سپتامبر ۲۰۲۵        | ۱۷-۱۸ سپتامبر ۲۰۲۵       |
| مرحله گروهی   | هفته ۲                | ۱۵ اوت ۲۰۲۵     | ۳۰ سپتامبر و ۱ اکتبر ۲۰۲۵ | ۱-۲ اکتبر ۲۰۲۵           |
| مرحله گروهی   | هفته ۳                | ۱۵ اوت ۲۰۲۵     | ۲۱-۲۲ اکتبر ۲۰۲۵          | ۲۲-۲۳ اکتبر ۲۰۲۵         |
| مرحله گروهی   | هفته ۴                | ۱۵ اوت ۲۰۲۵     | ۴-۵ نوامبر ۲۰۲۵           | ۵-۶ نوامبر ۲۰۲۵          |
| مرحله گروهی   | هفته ۵                | ۱۵ اوت ۲۰۲۵     | ۲۵-۲۶ نوامبر ۲۰۲۵         | ۲۶-۲۷ نوامبر ۲۰۲۵        |
| مرحله گروهی   | هفته ۶                | ۱۵ اوت ۲۰۲۵     | ۹-۱۰ دسامبر ۲۰۲۵          | ۱۰-۱۱ دسامبر ۲۰۲۵        |
| مرحله حذفی    | یک‌هشتم نهایی          | ۱۶ سپتامبر ۲۰۲۵ | ۱۰-۱۱ و ۱۷-۱۸ فوریه ۲۰۲۶  | ۱۱-۱۲ و ۱۸-۱۹ فوریه ۲۰۲۶ |
| مرحله حذفی    | یک‌چهارم نهایی         | ۱۶ سپتامبر ۲۰۲۵ | ۳-۴ و ۱۰-۱۱ مارس ۲۰۲۶     | ۴-۵ و ۱۱-۱۲ مارس ۲۰۲۶    |
| مرحله حذفی    | نیمه‌ نهایی            | ۱۶ سپتامبر ۲۰۲۵ | ۷ و ۱۴ آوریل ۲۰۲۶         | ۸ و ۱۵ آوریل ۲۰۲۶        |
| مرحله حذفی    | فینال                 | ۱۶ سپتامبر ۲۰۲۵ | ۱۶ مه ۲۰۲۶                | ۱۶ مه ۲۰۲۶               |

## مرحله‌ مقدماتی
سه تیم برنده مرحله پلی‌آف (دو تیم از منطقه غرب و یک تیم از منطقه شرق) به مرحله گروهی راه خواهند یافت و به ۲۹ تیمی که به‌طور مستقیم صعود کرده‌اند، ملحق می‌شوند. بازندگان مرحله پلی‌آف مقدماتی به مرحله گروهی چلنج لیگ آسیا ۲۶–۲۰۲۵ راه خواهند یافت.
| تیم ۱     | نتیجه | تیم ۲       |
| --------- | ----- | ----------- |
| منطقه غرب |       |             |
| گوا       | ۲–۱   | السیب       |
| ریگر-تداز | ۱–۲   | آخال        |
| منطقه شرق |       |             |
| پرسیب     | ۲–۱   | مانیلا دیگر |

## مرحله گروهی

### منطقه غرب

#### گروه A
| رتبه | تیم     | بازی | برد | مساوی | باخت | گل زده | گل خورده | گل تفاضل | امتیاز | صلاحیت                                   |  | WAS | EST | MUH | ALW |
| ---- | ------- | ---- | --- | ----- | ---- | ------ | -------- | -------- | ------ | ---------------------------------------- |  | --- | --- | --- | --- |
| ۱    | الوصل   | ۰    | ۰   | ۰     | ۰    | ۰      | ۰        | ۰        | ۰      | Advance to لیگ قهرمانان آسیا ۲ (۲۶–۲۰۲۵) |  | —   |     |     |     |
| ۲    | استقلال | ۰    | ۰   | ۰     | ۰    | ۰      | ۰        | ۰        | ۰      | Advance to لیگ قهرمانان آسیا ۲ (۲۶–۲۰۲۵) |  |     | —   |     |     |
| ۳    | المحرق  | ۰    | ۰   | ۰     | ۰    | ۰      | ۰        | ۰        | ۰      |                                          |  |     |     | —   |     |
| ۴    | الوحدات | ۰    | ۰   | ۰     | ۰    | ۰      | ۰        | ۰        | ۰      |                                          |  |     |     | —   |     |

#### گروه B
| رتبه | تیم        | بازی | برد | مساوی | باخت | گل زده | گل خورده | گل تفاضل | امتیاز | صلاحیت                                   |  | AHL | AND | ARK | KHA |
| ---- | ---------- | ---- | --- | ----- | ---- | ------ | -------- | -------- | ------ | ---------------------------------------- |  | --- | --- | --- | --- |
| ۱    | الاهلی قطر | ۰    | ۰   | ۰     | ۰    | ۰      | ۰        | ۰        | ۰      | Advance to لیگ قهرمانان آسیا ۲ (۲۶–۲۰۲۵) |  | —   |     |     |     |
| ۲    | اندیجان    | ۰    | ۰   | ۰     | ۰    | ۰      | ۰        | ۰        | ۰      | Advance to لیگ قهرمانان آسیا ۲ (۲۶–۲۰۲۵) |  |     | —   |     |     |
| ۳    | آرقه‌داغ    | ۰    | ۰   | ۰     | ۰    | ۰      | ۰        | ۰        | ۰      |                                          |  |     |     | —   |     |
| ۴    | الخالدیه   | ۰    | ۰   | ۰     | ۰    | ۰      | ۰        | ۰        | ۰      |                                          |  |     |     | —   |     |

#### گروه C
| رتبه | تیم         | بازی | برد | مساوی | باخت | گل زده | گل خورده | گل تفاضل | امتیاز | صلاحیت                                   |  | SEP | ALH | MBG | AHA |
| ---- | ----------- | ---- | --- | ----- | ---- | ------ | -------- | -------- | ------ | ---------------------------------------- |  | --- | --- | --- | --- |
| ۱    | سپاهان      | ۰    | ۰   | ۰     | ۰    | ۰      | ۰        | ۰        | ۰      | Advance to لیگ قهرمانان آسیا ۲ (۲۶–۲۰۲۵) |  | —   |     |     |     |
| ۲    | الحسین      | ۰    | ۰   | ۰     | ۰    | ۰      | ۰        | ۰        | ۰      | Advance to لیگ قهرمانان آسیا ۲ (۲۶–۲۰۲۵) |  |     | —   |     |     |
| ۳    | موهون باگان | ۰    | ۰   | ۰     | ۰    | ۰      | ۰        | ۰        | ۰      |                                          |  |     |     | —   |     |
| ۴    | آخال        | ۰    | ۰   | ۰     | ۰    | ۰      | ۰        | ۰        | ۰      |                                          |  |     |     | —   |     |

#### گروه D
| رتبه | تیم            | بازی | برد | مساوی | باخت | گل زده | گل خورده | گل تفاضل | امتیاز | صلاحیت                                   |  | NSR | ZWR | IST | GOA |
| ---- | -------------- | ---- | --- | ----- | ---- | ------ | -------- | -------- | ------ | ---------------------------------------- |  | --- | --- | --- | --- |
| ۱    | النصر          | ۰    | ۰   | ۰     | ۰    | ۰      | ۰        | ۰        | ۰      | Advance to لیگ قهرمانان آسیا ۲ (۲۶–۲۰۲۵) |  | —   |     |     |     |
| ۲    | الزورا         | ۰    | ۰   | ۰     | ۰    | ۰      | ۰        | ۰        | ۰      | Advance to لیگ قهرمانان آسیا ۲ (۲۶–۲۰۲۵) |  |     | —   |     |     |
| ۳    | استقلال دوشنبه | ۰    | ۰   | ۰     | ۰    | ۰      | ۰        | ۰        | ۰      |                                          |  |     |     | —   |     |
| ۴    | گوآ            | ۰    | ۰   | ۰     | ۰    | ۰      | ۰        | ۰        | ۰      |                                          |  |     |     | —   |     |

### منطقه شرق

#### گروه E
| رتبه | تیم           | بازی | برد | مساوی | باخت | گل زده | گل خورده | گل تفاضل | امتیاز | صلاحیت                                   |  | BJG | MAC | TPF | HNP |
| ---- | ------------- | ---- | --- | ----- | ---- | ------ | -------- | -------- | ------ | ---------------------------------------- |  | --- | --- | --- | --- |
| ۱    | بیجینگ گوان   | ۰    | ۰   | ۰     | ۰    | ۰      | ۰        | ۰        | ۰      | Advance to لیگ قهرمانان آسیا ۲ (۲۶–۲۰۲۵) |  | —   |     |     |     |
| ۲    | مکارثر        | ۰    | ۰   | ۰     | ۰    | ۰      | ۰        | ۰        | ۰      | Advance to لیگ قهرمانان آسیا ۲ (۲۶–۲۰۲۵) |  |     | —   |     |     |
| ۳    | تای‌پو         | ۰    | ۰   | ۰     | ۰    | ۰      | ۰        | ۰        | ۰      |                                          |  |     |     | —   |     |
| ۴    | کونگ آن هانوی | ۰    | ۰   | ۰     | ۰    | ۰      | ۰        | ۰        | ۰      |                                          |  |     |     | —   |     |

#### گروه F
| رتبه | تیم            | بازی | برد | مساوی | باخت | گل زده | گل خورده | گل تفاضل | امتیاز | صلاحیت                                   |  | GOS | TND | RPM | EAS |
| ---- | -------------- | ---- | --- | ----- | ---- | ------ | -------- | -------- | ------ | ---------------------------------------- |  | --- | --- | --- | --- |
| ۱    | گامبا اوساکا   | ۰    | ۰   | ۰     | ۰    | ۰      | ۰        | ۰        | ۰      | Advance to لیگ قهرمانان آسیا ۲ (۲۶–۲۰۲۵) |  | —   |     |     |     |
| ۲    | تپ سان نام دین | ۰    | ۰   | ۰     | ۰    | ۰      | ۰        | ۰        | ۰      | Advance to لیگ قهرمانان آسیا ۲ (۲۶–۲۰۲۵) |  |     | —   |     |     |
| ۳    | راتچابوری      | ۰    | ۰   | ۰     | ۰    | ۰      | ۰        | ۰        | ۰      |                                          |  |     |     | —   |     |
| ۴    | ایسترن         | ۰    | ۰   | ۰     | ۰    | ۰      | ۰        | ۰        | ۰      |                                          |  |     |     | —   |     |

#### گروه G
| رتبه | تیم              | بازی | برد | مساوی | باخت | گل زده | گل خورده | گل تفاضل | امتیاز | صلاحیت                                   |  | BKU | SEL | LCS | PSB |
| ---- | ---------------- | ---- | --- | ----- | ---- | ------ | -------- | -------- | ------ | ---------------------------------------- |  | --- | --- | --- | --- |
| ۱    | بانکوک یونایتد   | ۰    | ۰   | ۰     | ۰    | ۰      | ۰        | ۰        | ۰      | Advance to لیگ قهرمانان آسیا ۲ (۲۶–۲۰۲۵) |  | —   |     |     |     |
| ۲    | سلانگور          | ۰    | ۰   | ۰     | ۰    | ۰      | ۰        | ۰        | ۰      | Advance to لیگ قهرمانان آسیا ۲ (۲۶–۲۰۲۵) |  |     | —   |     |     |
| ۳    | لیون سیتی سیلورز | ۰    | ۰   | ۰     | ۰    | ۰      | ۰        | ۰        | ۰      |                                          |  |     |     | —   |     |
| ۴    | پرسیب باندونگ    | ۰    | ۰   | ۰     | ۰    | ۰      | ۰        | ۰        | ۰      |                                          |  |     |     | —   |     |

#### گروه H
| رتبه | تیم                | بازی | برد | مساوی | باخت | گل زده | گل خورده | گل تفاضل | امتیاز | صلاحیت                                   |  | PHS | BGP | KAY | BGT |
| ---- | ------------------ | ---- | --- | ----- | ---- | ------ | -------- | -------- | ------ | ---------------------------------------- |  | --- | --- | --- | --- |
| ۱    | پوهانگ استیلرز     | ۰    | ۰   | ۰     | ۰    | ۰      | ۰        | ۰        | ۰      | Advance to لیگ قهرمانان آسیا ۲ (۲۶–۲۰۲۵) |  | —   |     |     |     |
| ۲    | بی‌جی پاتوم یونایتد | ۰    | ۰   | ۰     | ۰    | ۰      | ۰        | ۰        | ۰      | Advance to لیگ قهرمانان آسیا ۲ (۲۶–۲۰۲۵) |  |     | —   |     |     |
| ۳    | کایا ایلویلو       | ۰    | ۰   | ۰     | ۰    | ۰      | ۰        | ۰        | ۰      |                                          |  |     |     | —   |     |
| ۴    | تامپینس روورز      | ۰    | ۰   | ۰     | ۰    | ۰      | ۰        | ۰        | ۰      |                                          |  |     |     | —   |     |